# Irving Berlin
Irving Berlin  (eredeti nevén Izrael Izidor Balin) (Tyumeny, 1888. május 11. – New York, 1989. szeptember 22.) orosz származású Oscar- és Tony-díjas amerikai zeneszerző és szövegíró.

## Életpályája
Tyumenyben született, Szibériában. Családjával 1893-ban az Amerikai Egyesült Államokba emigrált. Édesapja 1896-ban bekövetkezett halála után ő maradt a családfenntartó. Újságot árult és  alkalmi munkából élt. Táncdalokat kezdett írni. Nevet változtatott (Irving Berlin néven 199 művét jegyezték be zeneszerzőként; neve mellett sehol nem szerepel szövegíró) és új nevén jelent meg 1907-ben a "Marie from Sunny Italy" című dal szövege.
1911-ben írta meg máig is örökzöld slágerét Alexander's Ragtime Band címen (ISWC kód T-914.722.115-6). Ekkortól zenei karrierje felfelé ívelt, a Broadway ünnepelt szerzőjévé vált, 
miközben az 1930-as évektől számos híres hollywoodi film zenéjét szerezte. (például God Bless America. Jóval több dalszöveg fűződik a nevéhez, mint a szerzői jogi adatbázisban szereplő 199 zeneszám 
Sikerei ellenére sohasem tanult meg tökéletesen sem kottát olvasni, sem kottát írni. Speciális zongorát készítettek a számára; dalait egy asszisztens kottázta le.
Egészségi állapota élete vége felé hanyatlott; nem vehetett részt személyesen a 100. születésnapjára rendezett ünnepségen. Irving Berlin New Yorkban halt meg 101 éves korában és a Woodlawn temetőben nyugszik Bronxban (New York).

## Híres dalai
- Alexander's Ragtime Band
- Cheek to Cheek ISWC T-903.719.100-7 (társszerző: Koot Hermanus)
- White Christmas (T-911.923.533-5 társszerző Beck Randy)
- God Bless America (T-302.076.672-3 társszerző Bray Dawid Owen)
- Puttin’ on the Ritz (T-070.167.001-0)

Dalok, amelynek címében valamelyik tánc neve szerepel
- T-310.724.324-9 Everyone In The World Is Doing The Charleston
- T-310.724.328-3 Herman Let's  Dance That Beautiful Waltz
- T-310.724.427-5 Since They Turned Loch Lomond Into Swing
- T-310.724.493-5 Waltz Medley
- T-310.724.500-7 'Twas A Wonderful Night For Waltzing
- T-310.724.510-9 Irving Berlin Fox-Trot Medley Part One And Two
- T-310.724.511-0 Irving Berlin Quickstep

## Díjai
Oscar-díj 

Legjobb Eredeti dal: Egész évben farsang (White Christmas) (1942)
Tony-díj 

Legjobb eredeti zene: Call Me Madam (1951) 

Tony-különdíj (1963) 

Lawrence Langer-díj (1978)
Grammy-díj 

Bing Crosby-díj (1968)